# 빙펑

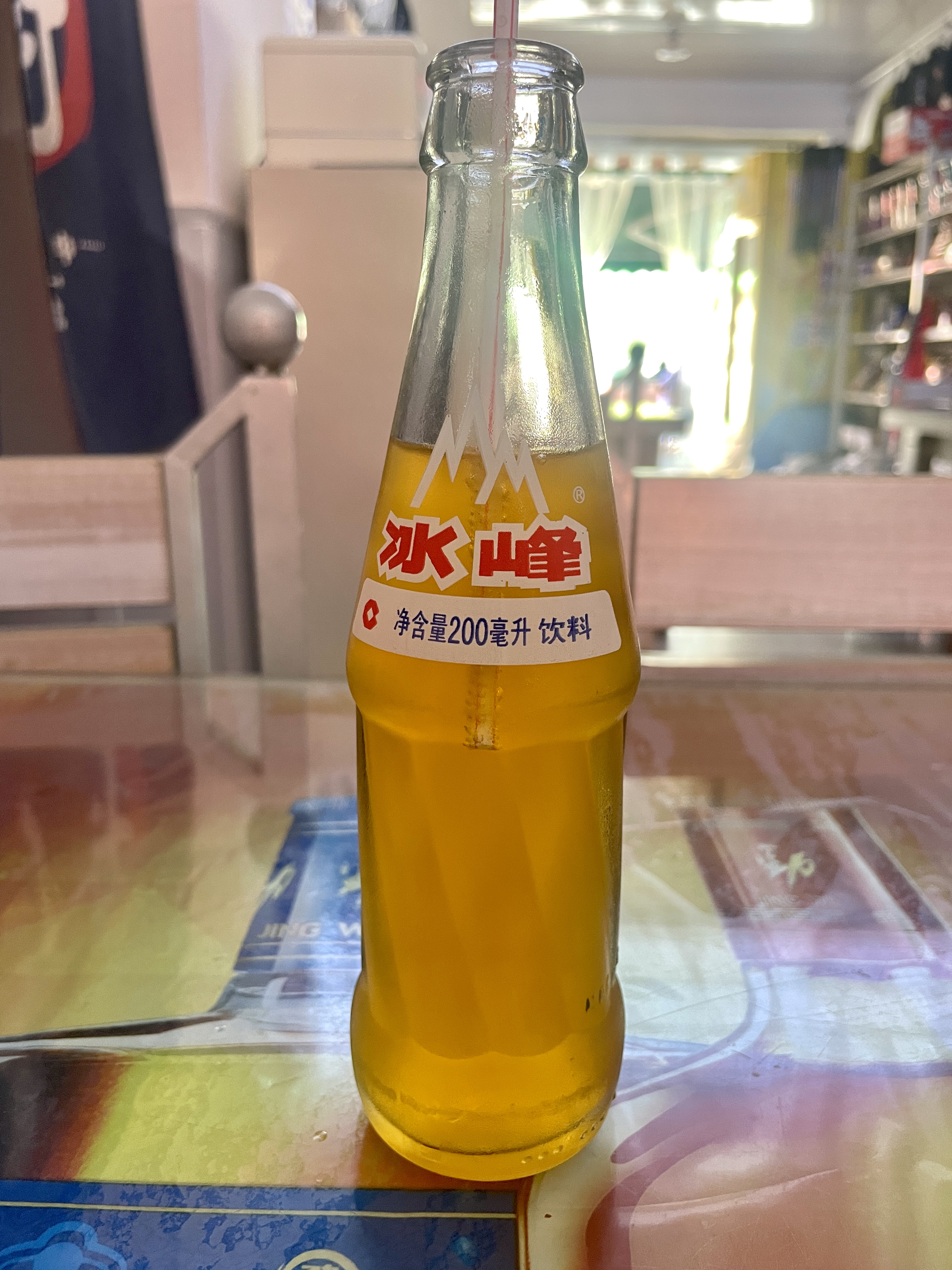
아이스 피크 한 병

빙펑(중국어 간체자: 冰峰, 병음: Bīngfēng)는 섬서성 서안시에 있는 시안 푸톈 푸드(Xi'an Futian Foods)에서 생산하는 오렌지 맛 청량 음료 브랜드이다. 일반적으로 파오모나 유포면과 같은 다른 산시 요리와 함께 섭취된다. 러우자모, 량피와 함께 "산친 세트(三秦套餐)"라고 불리는 인기 있는 세트 식사를 구성한다. 이 음료는 중국 내외의 대부분의 산시 음식점에서 제공된다.
아이스 피크는 1953년에 발명되었다.

## 같이 보기
- 젠리바오 그룹